# Pauridiantha talbotii
Pauridiantha talbotii là một loài thực vật có hoa trong họ Thiến thảo. Loài này được (Wernham) Ntore & Dessein mô tả khoa học đầu tiên năm 2008.